# Selzen
Selzen est une municipalité de la Verbandsgemeinde Nierstein-Oppenheim, dans l'arrondissement de Mayence-Bingen, en Rhénanie-Palatinat, dans l'ouest de l'Allemagne.

## Références

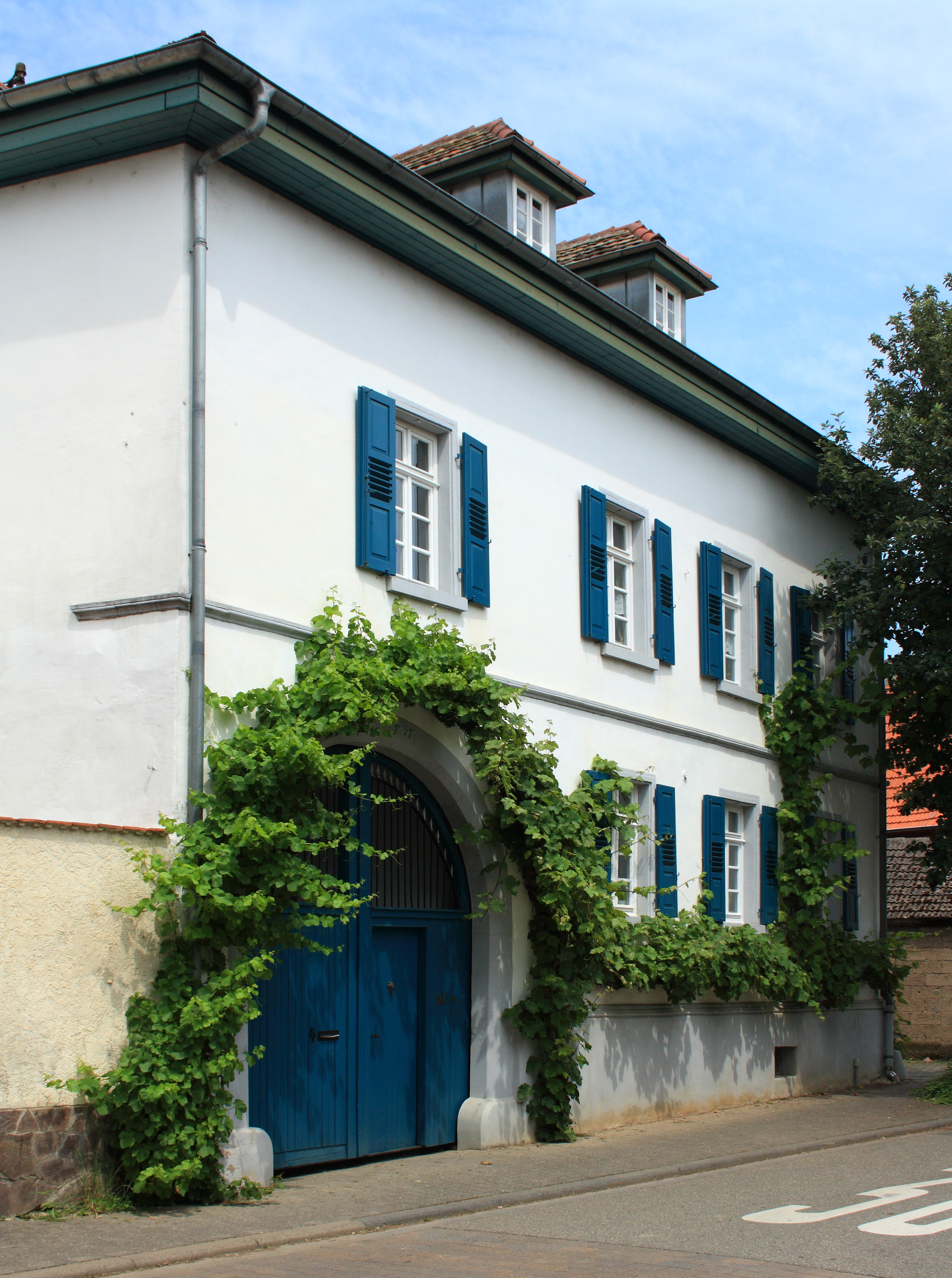
Maison typique de Selzen
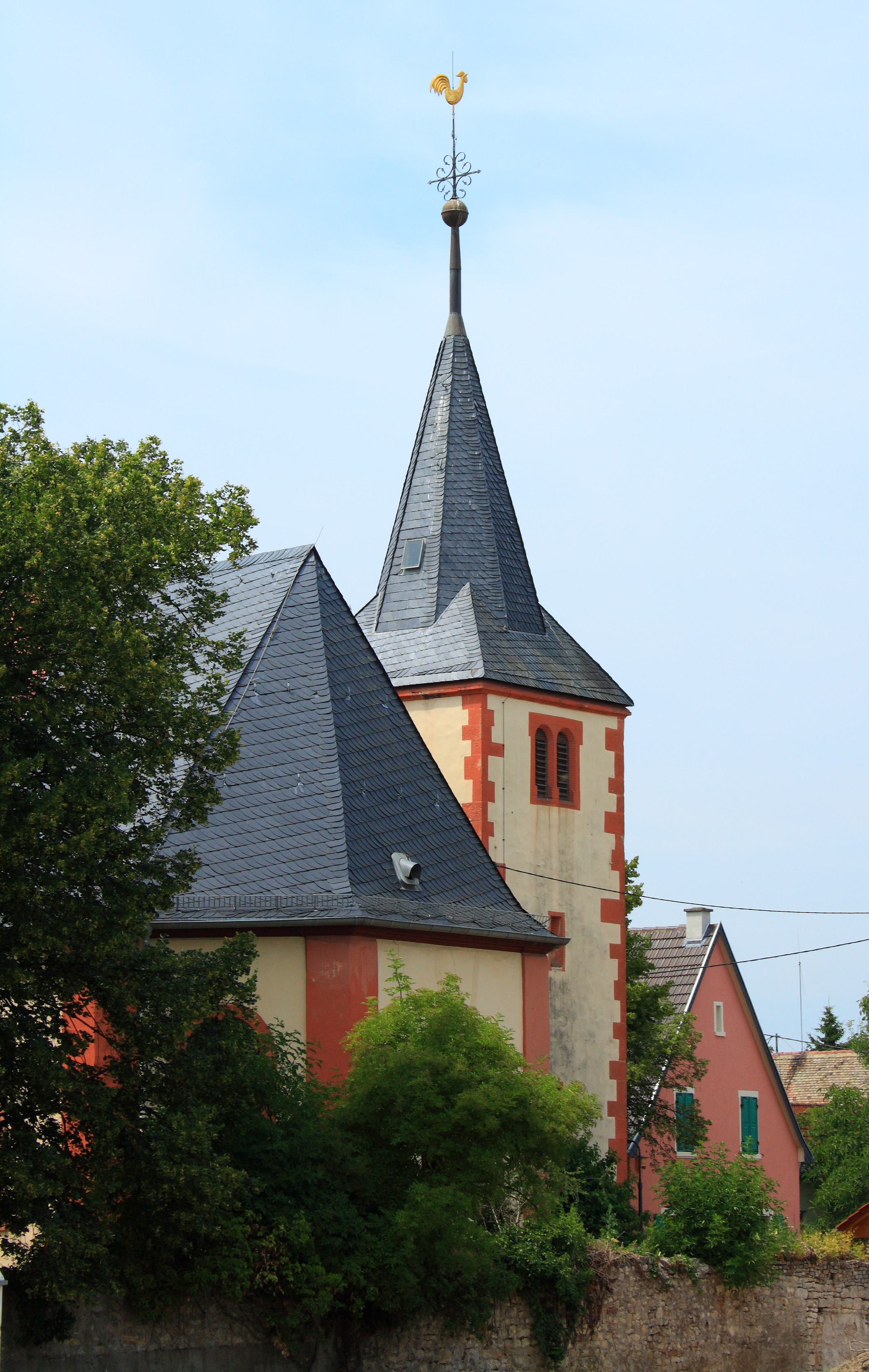
Église évangélique
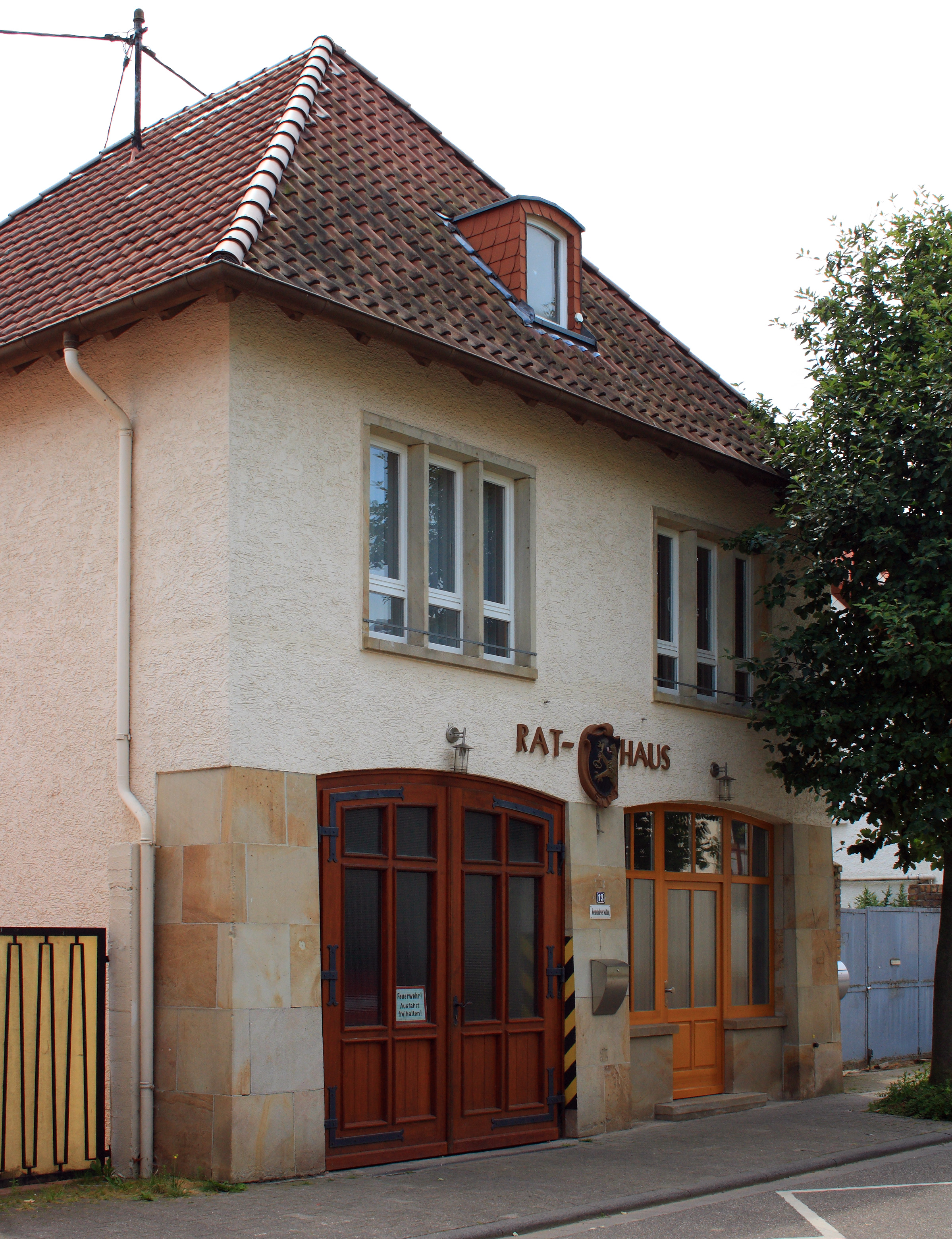
Mairie de Selzen
Localisation de Selzen dans la Verbandsgemeide et dans l'arrondissement
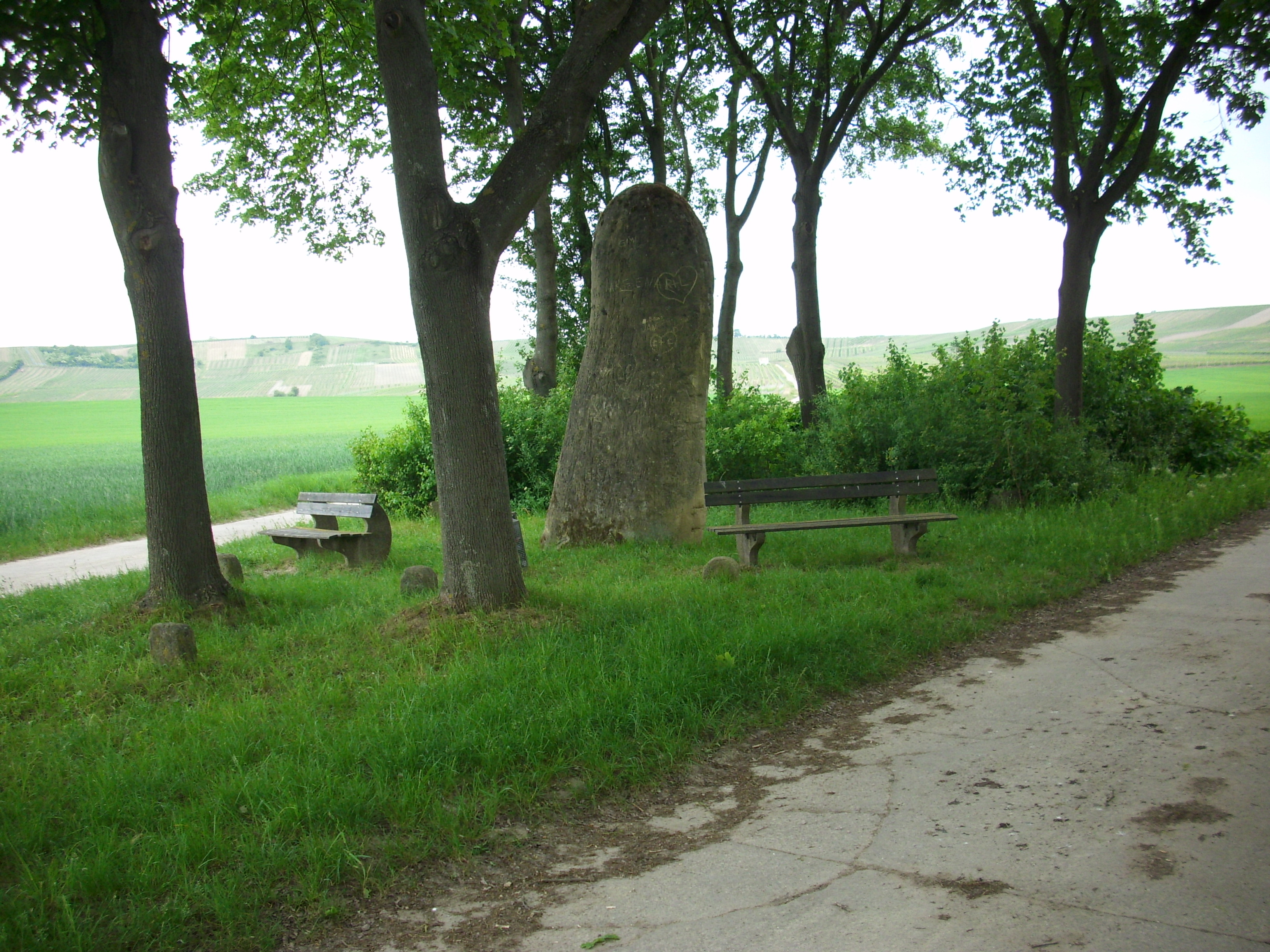
Le menhir de Selzen